# Moyenne identrique

Comparaisons entre les moyennes arithmétique (bleu), géométrique (vert), harmonique (violet) et identrique (rouge) de 1 et x, pour x entre 1 et 5.

La moyenne identrique de deux nombres réels positifs x , y est définie comme :
{\displaystyle {\begin{aligned}I(x,y)&={\frac {1}{\mathrm {e} }}\cdot \lim _{(\xi ,\eta )\to (x,y)}{\sqrt[{\xi -\eta }]{\frac {\xi ^{\xi }}{\eta ^{\eta }}}}\\[8pt]&=\lim _{(\xi ,\eta )\to (x,y)}\exp \left({\frac {\xi \cdot \ln \xi -\eta \cdot \ln \eta }{\xi -\eta }}-1\right)\\[8pt]&={\begin{cases}x&{\text{si }}x=y\\[8pt]{\frac {1}{\mathrm {e} }}{\sqrt[{x-y}]{\frac {x^{x}}{y^{y}}}}&{\text{sinon.}}\end{cases}}\end{aligned}}}
Elle peut être dérivée du théorème des accroissements finis en considérant la sécante de la courbe de la fonction {\displaystyle x\mapsto x\cdot \ln x}. La moyenne identrique est un cas particulier de la moyenne de Stolarsky, et, en tant que telle, peut être généralisée à davantage de variables par le théorème des valeurs intermédiaires pour les différences divisées (en). 

## Motivation
On peut montrer simplement que la limite de la moyenne arithmétique des valeurs contenues dans un intervalle [a , b] est l'espérance mathématique de la fonction identité sur [a , b] : en effet, pour f continue sur un intervalle [a , b], on considère n + 1 points a = x0 < ... < xn = b. Alors :
{\displaystyle \lim _{n\rightarrow +\infty }{\frac {1}{n}}\sum _{k=1}^{n}f(x_{k})={\frac {1}{b-a}}\int _{a}^{b}f(x)\,\mathrm {d} x}
En revanche, la limite de la moyenne géométrique des valeurs d'une fonction f continue positive sur un intervalle [a , b] est moins évidente : en posant 
{\displaystyle \ell =\lim _{n\rightarrow +\infty }{\sqrt[{n}]{\prod _{k=1}^{n}f(x_{k})}}}
on a :
{\displaystyle \ln(\ell )=\lim _{n\rightarrow +\infty }{\frac {1}{n}}\sum _{k=1}^{n}\ln(f(x_{k}))={\frac {1}{b-a}}\int _{a}^{b}\ln(f(x))\,\mathrm {d} x}
On en déduit :
{\displaystyle \lim _{n\rightarrow +\infty }{\sqrt[{n}]{\prod _{k=1}^{n}x_{k}}}=\exp \left({\frac {1}{b-a}}\int _{a}^{b}\ln(x)\,\mathrm {d} x\right)}
Or :
{\displaystyle \int _{a}^{b}\ln(x)\,\mathrm {d} x=[x\ln x-x]_{a}^{b}=b\ln(b)-b-a\ln(a)+a=\ln \left({\frac {b^{b}}{a^{a}}}\mathrm {e} ^{-(b-a)}\right)}
On en déduit ainsi que la limite de la moyenne géométrique des valeurs contenues dans un intervalle [a , b] est la moyenne identrique de a et b :
{\displaystyle \lim _{n\rightarrow +\infty }{\sqrt[{n}]{\prod _{k=1}^{n}x_{k}}}=I(a,b).}

## Inégalités

### Comparaison avec d'autres moyennes
Pour deux nombres positifs a et b, on a l'inégalité:
{\displaystyle H(a,b)<G(a,b)<L(a,b)<P(a,b)<I(a,b)<A(a,b)}
où :
- H désigne la moyenne harmonique ;
- G désigne la moyenne géométrique ;
- L désigne la moyenne logarithmique ;
- P désigne la deuxième moyenne de Seiffert ;
- A désigne la moyenne arithmétique.

De même, si Mp désigne la moyenne d'ordre p, alors:
{\displaystyle M_{2/3}(a,b)<I(a,b)<M_{\ln 2}(a,b)}

### Bornes
La moyenne identrique est bornée par des valeurs faisant appel à la fonction Gamma et γ, la constante d'Euler-Mascheroni:
{\displaystyle \forall b>a\geqslant 1,\forall r\leqslant 1/2,\forall s\geqslant \gamma ,\left({\frac {b}{a}}\right)^{r}{\frac {\Gamma (b)}{\Gamma (a)}}<I(a,b)^{b-a}<\left({\frac {b}{a}}\right)^{s}{\frac {\Gamma (b)}{\Gamma (a)}}.}